# Campeonato Acreano Segunda Divisão
Het Campeonato Acreano Segunda Divisão is het tweede niveau van het staatskampioenschap voetbal van de Braziliaanse staat Acre. De competitie werd voor het eerst gespeeld in 1951 en daarna nog in 1970 en 1977 als amateurcompetitie. In 2011 ging de competitie opnieuw van start als profcompetitie. 
De staat Acre bevindt zich in het geheel in Amazonegebied en is dunbevolkt. Hierdoor zijn er maar weinig voetbalclubs, waardoor het aantal deelnemers haast jaarlijks verschilt. Als clubs het financieel niet rond krijgen trekken ze zich soms voor onbepaalde tijd terug uit de competitie. In 2019 werd de competitie niet gespeeld omdat er te weinig clubs waren. 

## Kampioenen
- 1951 -  Botafogo
- 1952-1969 - Niet gespeeld
- 1970 -  Floresta
- 1971-1976 - Niet gespeeld
- 1977 -  São Franciso
- 1978-2010 - Niet gespeeld.
- 2011 -  Andirá
- 2012 -  Galvez
- 2013 -  Vasco da Gama
- 2014 -  Amax
- 2015 -  Andirá
- 2016 -  Humaitá
- 2017 -  ADESG
- 2018 -  Independência
- 2019 - Geen competitie

## Eeuwige ranglijst
Clubs die vetgedrukt staan spelen in 2018 in de Segunda Divisão.
| Club          | Stad             | /8 | Periode (2011-2018) |
| ------------- | ---------------- | -- | ------------------- |
| ADESG         | Senador Guiomard | 5  | 2013-2017           |
| Amax          | Xapuri           | 4  | 2011-2014           |
| Vasco da Gama | Rio Branco       | 3  | 2011-2013           |
| São Franciso  | Rio Branco       | 3  | 2011, 2014, 2017    |
| Independência | Rio Branco       | 3  | 2014-2015, 2018-    |
| Nauás         | Cruzeiro do Sul  | 3  | 2016-               |
| Acriano       | Rodrigues Alves  | 2  | 2011, 2013          |
| Andirá        | Rio Branco       | 2  | 2011, 2015          |
| Galvez        | Rio Branco       | 2  | 2011-2012           |
| Humaitá       | Porto Acre       | 2  | 2015-2016           |

Acre · Alagoas · Amapá · Amazonas · Bahia · Ceará · Distrito Federal · Espírito Santo · Goiás · Maranhão · Mato Grosso · Mato Grosso do Sul · Minas Gerais · Pará · Paraíba · Paraná · Pernambuco · Piauí · Rio de Janeiro · Rio Grande do Norte · Rio Grande do Sul · Rondônia · Roraima · Santa Catarina · São Paulo · Sergipe · Tocantins